# Corrupció material
La corrupció material o  corrupció de materials és l'alteració de la puresa o integritat d'una substància, tant sigui per la seva desmembrament, per la barreja amb altres substàncies, o per la desviació del seu curs esperat.

## Exemples
- L'oxidació del ferro, que com a conseqüència sol fer que una peça de ferro ja no tingui la resistència inicial.

Si es tracta d'un objecte manufacturat, se sol parlar de corrosió
- La contaminació de l'aigua.